# Deathcore
Deathcore é uma fusão de estilos musicais que combina elementos do death metal com elementos do metalcore ou hardcore punk, ou ambos. Ele é definido por um uso "excessivo" de riffs do death metal, metrancas e uso de breakdowns do metalcore. Deathcore parece ter maior destaque dentro do sudoeste dos Estados Unidos, especialmente no Arizona e no sul do interior da Califórnia (mais notavelmente o Coachella Valley), que é o lar de muitas bandas notáveis e vários festivais.
Bandas de brutal tech death metal como Suffocation e Dying Fetus são creditadas como antecessoras do deathcore pelo uso de avarias e influências do hardcore. O Deathcore começou no ano de 1991 com o EP From Within da banda Damonacy. Nos anos de 1990 surgiram bandas como Day Of Suffering, Deformity e CrossFade, o gênero ganhou popularidade no início dos anos 2000 com bandas antigas como Antagony, Despised Icon e The Acacia Strain surgindo na época. O gênero se expandiu em meados do final dos anos 2000, com o surgimento de bandas como Through the Eyes of the Dead, Bring Me the Horizon, Suicide Silence, Carnifex, Job for a Cowboy, Chelsea Grin, As Blood Runs Black e Whitechapel. Em meados do final dos anos 2000, o deathcore se tornou um dos gêneros mais populares do heavy metal, com o sucesso de bandas como Bring Me the Horizon, Suicide Silence, Job for a Cowboy, Whitechapel e Carnifex. Nos anos 2010, surgiram bandas de deathcore que fundiam o deathcore com outros gêneros. Isso incluiu bandas como Shiva fundindo deathcore com nu metal e bandas como Veil of Maya e Born of Osiris fundindo deathcore com metal progressivo ou djent. O Deathcore recebeu críticas de fãs da música heavy metal, geralmente por seu uso frequente de breakdowns. Alguns músicos do estilo até rejeitaram o rótulo de deathcore.

## Características
Os tradicionais guturais e grunhidos são comuns, vocais limpos são muito raros, e a maioria das bandas raramente os utiliza, são presentes apenas em certas ocasiões de músicas selecionadas, como All Shall Perish (no música "Awaken the Dreamers") e Oceano (na música "Incisions"). Deathcore é definido por breakdowns, metrancas, tremolo picking e riffs do death metal. Algumas bandas também incorporam solos de guitarra e riffs melódicos semelhantes aos de metalcore. Como em outros gêneros de metal extremo, os guitarristas de deathcore afinam suas guitarras em uma afinação mais baixa e/ou usam guitarras de sete cordas para alcançar um timbre mais pesado. Bandas do Deathcore também podem empregar solos de guitarra.
Grunhidos graves e berros agudos são tipos comuns de vocais no deathcore. Algumas outras técnicas usadas pelos vocalistas do deathcore incluem o que é conhecido como pig squeal. Vocais cantados no gênero são raros e, mas a ideia foi experimentada por algumas bandas como All Shall Perish (no música "Awaken the Dreamers") e Oceano (na música "Incisions").

## História

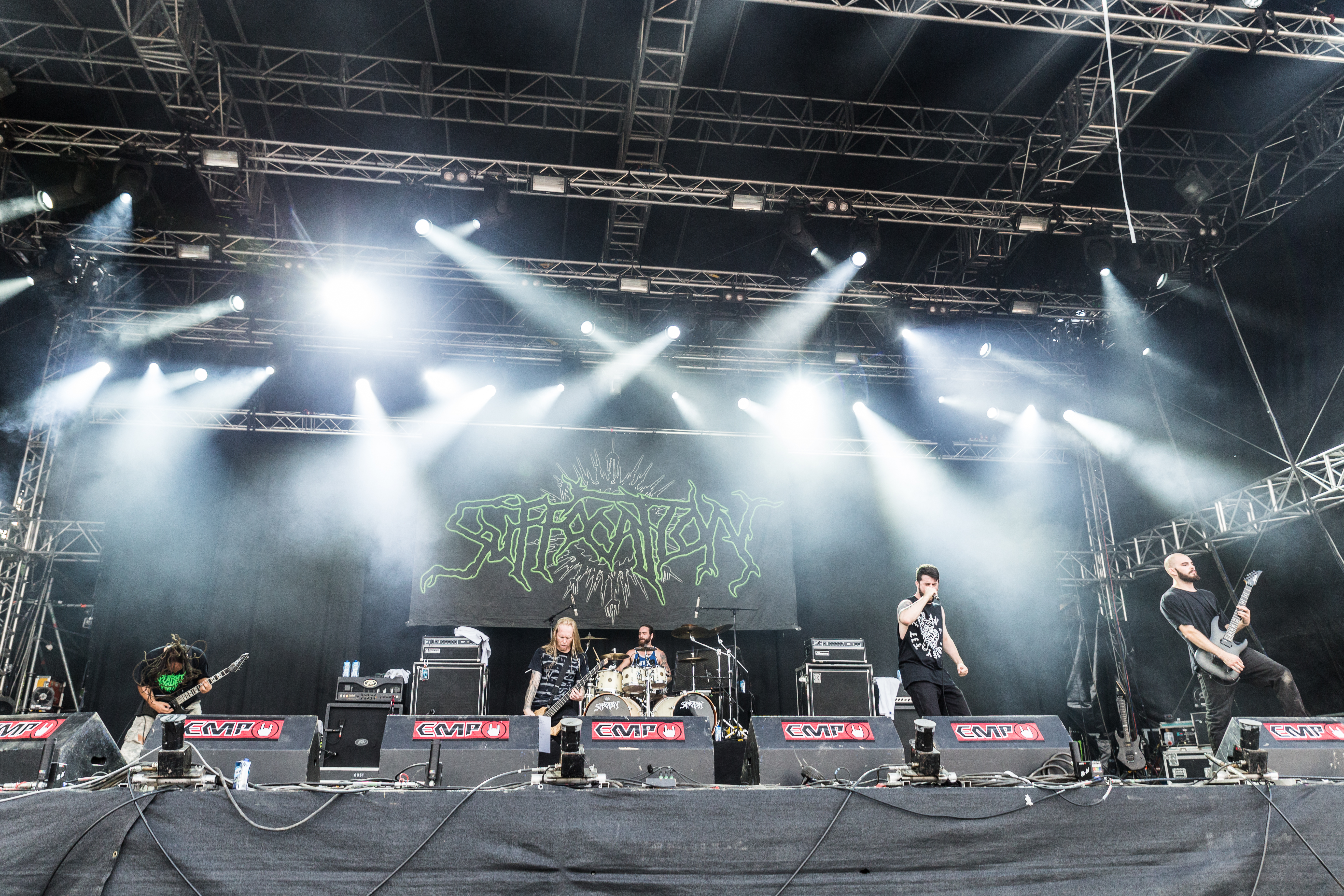
Banda de death metal Suffocation se apresentando na Alemanha, em 2017

### Predecessores (década de 1990)
O termo deathcore foi usado pela primeira vez em referência ao estilo de música tocada pela banda de hardcore punk de Nova York NYC Mayhem em meados da década de 1980. O termo Deathcore se originou no meio de 1990. Em 1996, Nick Terry da revista Terrorizer escreveu: "Nós provavelmente vamos resolver sobre o termo Deathcore para descrever os gostos de Earth Crisis (assim como o mais NYHC-ish mas ainda como o Deathly Merauder)". Embrace the Eternal (1998) da banda Embodyment e Rain in Endless Fall (1999) de Prayer for Cleansing são álbuns que apresentam metalcore combinado com influências do death metal.
A revista Decibel escreveu que a banda veterana de death metal Suffocation foram uma das principais inspirações para o surgimento do gênero, escrevendo: "Uma das marcas do Suffocation, breakdowns, gerou um subgênero do metal inteiro:. Deathcore."

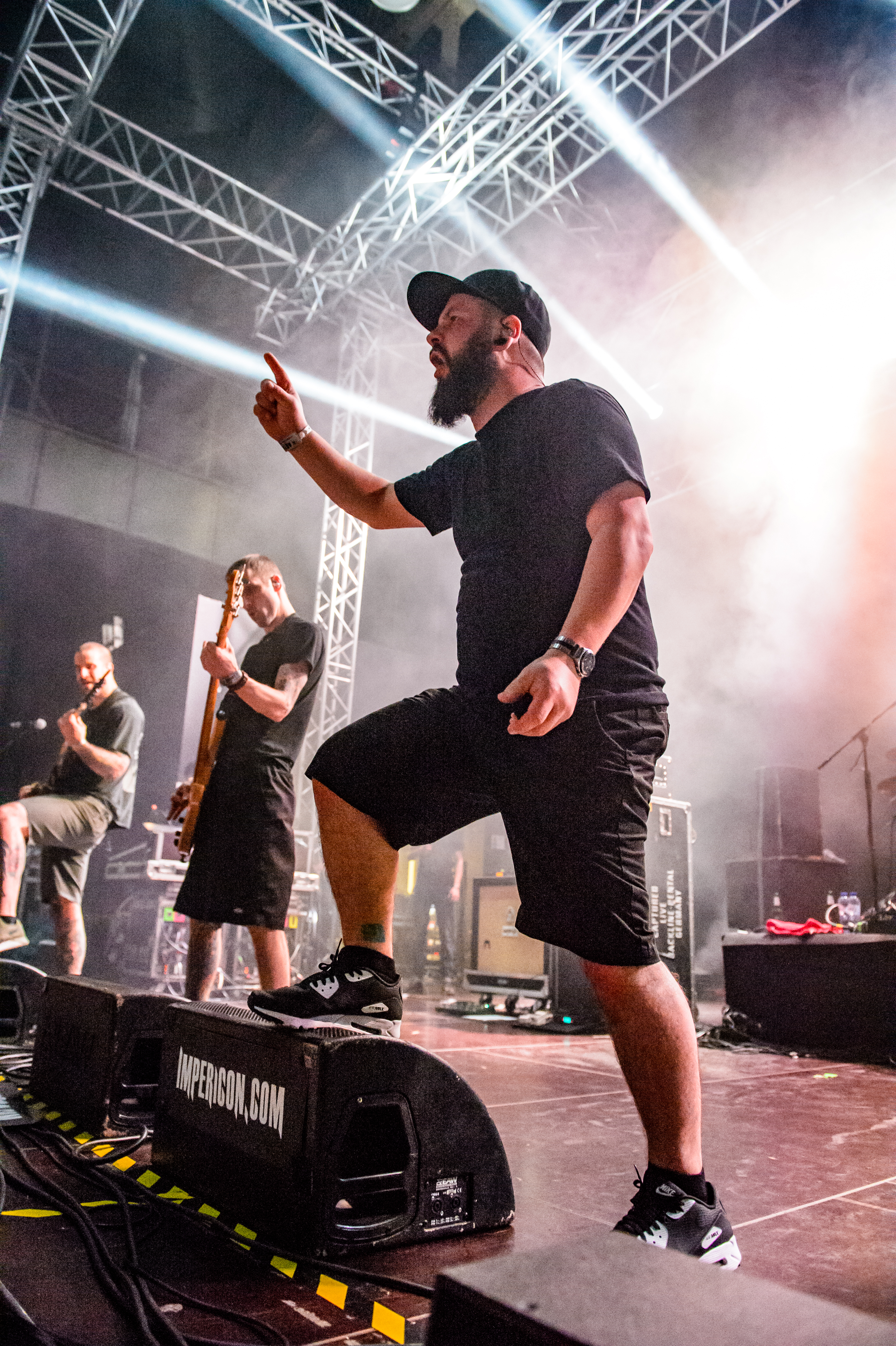
Despised Icon

### Origens (início e meados dos anos 2000)
Antagony e Despised Icon são considerados os pioneiros do deathcore, no entanto, os mesmos rejeitam rejeitaram o rótulo. Nick Vasallo é creditado como sendo o "pai do deathcore" devido ao seu trabalho em Antagony. A formação do Red Chord também é considerada uma fonte influente precoce para o gênero devido à sua mistura de sons de metalcore e death metal (entre outros gêneros). Em meados dos anos 2000, o deathcore aumentou em popularidade logo após Job for a Cowboy lançar seu EP Doomem (2005), que é fortemente creditado como um dos lançamentos mais significativos e influentes do deathcore para o gênero.
A banda inglesa Bring Me the Horizon lançou sua estreia no Deathcore com Count Your Blessings em 2006. A banda recebeu o Kerrang! Awards Prêmio de "Melhor Iniciante Britânico" logo após o lançamento do álbum, porém a banda abandonou o gênero e logo depois. A banda de Through the Eyes of the Dead surgiu em meados dos anos 2000 com o lançamento de seu álbum de 2005, Bloodlust.

### Expansão (finais dos anos 2000 e início dos anos 2010)

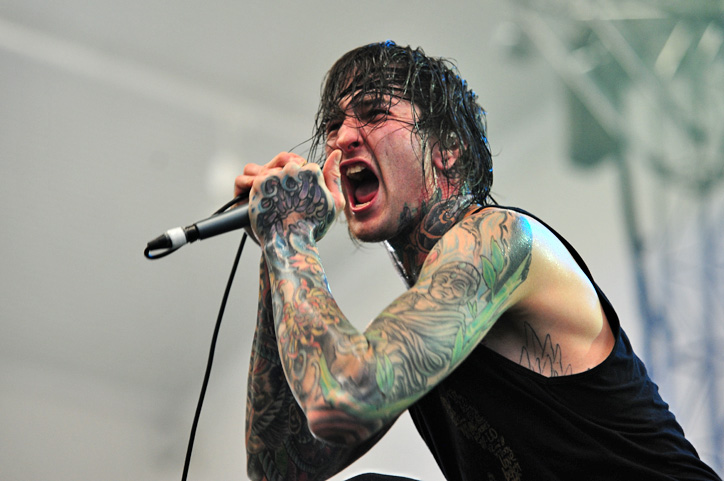
Ex-vocalista Mitch Lucker se apresentando com o Suicide Silence em 2010

O Deathcore começou a ganhar mais popularidade em meados do final dos anos 2000 e início de 2010. No Time to Bleed, do Suicide Silence, alcançou o número 32 na Billboard 200, o número 12 na Rock Albums Chart e o número 6 na  Hard Rock Albums Chart,  enquanto o álbum The Black Crown alcançou o número 28 na Billboard 200, número 7 na Rock Albums Chart e número 3 na Hard Rock Albums Char. This Is Exile do Whitechapel vendeu 5900 cópias, o que fez entrar no  Billboard 200 Chart na posição 118.  Seu álbum auto-intitulado alcançou o número 65 na Canadian Albums Chart e também o número 47 na Billboard 200. O terceiro álbum do grupo A New Era of Corruption vendeu cerca de 10.600 cópias nos Estados Unidos em sua primeira semana de exibição. Sendo lançado e atingido a posição número 43 no gráfico da Billboard 200. Nativos de San Diego, Carnifex, testemunharam sucesso com seu primeiro álbum, Dead in My Arms, vendendo 5.000 cópias com pouca publicidade. Além das turnês ininterruptas e das composições metódicas, o Carnifex foi rapidamente contratado para rotular a gravadora Victory Records. A banda australiana de deathcore Thy Art Is Murder estreou no número 35 no ARIA Charts com seu álbum Hate (2012) tornando-a a primeira banda de metal a alcançar o Top 40 desta parada.

## Fusão com outros gêneros
Várias bandas de deathcore experimentaram outros gêneros em suas músicas como influência ao longo do tempo. Emmure foi creditado como sendo fortemente influenciado pelo nu metal e foi descrito como "o novo Limp Bizkit ". O álbum de 2011 do Suicide Silence, The Black Crown, é um álbum do gênero com algumas influências do nu metal. Outros exemplos de bandas inspiradas em nu metal incluem o material posterior de Here Comes the Kraken. No início de 2010, as bandas de deathcore que combinam o estilo com gêneros como djent e metal progressivo também começaram a alcançar popularidade no meio underground. Veil of Maya, Born of Osiris, e After the Burial são exemplos de bandas que combinam djent ou metal progressivo. Algumas bandas, como Make Them Suffer e Winds of Plague, misturam o estilo com elementos sinfônicos/clássicos. Betraying the Martyrs é conhecido por "moderar a brutalidade punitiva do deathcore com floreios melódicos retirados do metal sinfônico e progressivo, dando a ele uma teatralidade que parece distintamente europeia".

## Crítica
O Deathcore foi criticado e menosprezado, especialmente por fãs de longa data de outros subgêneros do heavy metal. A razão para isso é frequentemente a fusão do death metal com o metalcore e o uso de avarias.
Além disso, membros de certas bandas do deathcore não gostam de ser rotulados como desta forma. Em uma entrevista com Justin Longshore, da banda Through the Eyes of the Dead, sobre o assunto, ele disse: "Sabe, eu realmente odeio esse termo. Sei que fomos rotulados como isso, mas acho que há muito mais. Nossa música é melhor do que apenas uma mistura de death metal e hardcore (sic) mesmo que incorporemos esses elementos em nossa música. Para mim, parece que é apenas a coisa nova e nova que as crianças estão seguindo."
Em novembro de 2013, o Terrorizer escreveu "O termo 'deathcore' e tal é geralmente visto como uma palavra suja nos círculos de metal"- Ao entrevistar o vocalista Bryce Lucien da banda de metal Seeker, com sede no Texas. Lucien então declarou: 
Muito parecido com o que se tornou o metalcore em meados dos anos 2000, deathcore é um termo frequentemente difamado que pode instantaneamente diminuir a credibilidade da banda. O que antes evocava imagens de bandas ridiculamente brutais e sem desculpas, como Ion Dissonance e The Red Chord, agora traz à mente bandas cheias de jovens de vinte anos com na garganta, combinando camisetas pretas e tentando desesperadamente parecer durões enquanto saltam de forma sincronizada no palco.
Por outro lado, parece haver bandas que parecem mais alegres e menos preocupadas em serem descritas como deathcore. Scott Lewis, da banda de Carnifex, com sede em San Diego, começou "Não somos uma daquelas bandas tentando escapar desta bandeira. Eu sei que muitos tentam agir como se tivessem um grande problema com isso, mas se você ouvir suas músicas, eles são muito 'deathcore'. Eu sei que há muito ressentimento em relação ao deathcore e ao tipo de bandas mais jovens".  Além disso, em uma entrevista de 2012, o ex - guitarrista do Chelsea Grin, Jake Harmond, disse: "Todo mundo gosta de bater o queixo e expressar sua própria opinião sobre o quão 'embaraçoso' é estar em uma banda que pode ser chamada de 'deathcore', mas sinceramente nunca nos importamos.

## Lista de bandas de deathcore
| - The Acacia Strain - A Different Breed of Killer - A Red Nightmare - After the Burial - The Agony Scene - All Shall Perish - Animosity - Arsonists Get All the Girls - Asesino - Betraying the Martyrs - Born of Osiris - Bring Me The Horizon (início) - Caliban - Carnifex - Chelsea Grin - The Concubine - The Crimson Armada - Cryptopsy - Dance Club Massacre - Dead Man in Reno | - Design the Skyline - Despised Icon - Elysia - Emmure - Enterprise Earth - Eternal Lord - Frontside - Glass Casket - God Forbid - Heaven Shall Burn - Impending Doom - Infant Annihilator - In the Midst of Lions - Job for a Cowboy - Killwhitneydead - King Conquer - Knights of the Abyss - Malefice - Make Them Suffer - Maroon - Mendeed - Molotov Solution - Mortal Treason | - My Bitter End - Nights Like These - Oceano - The Red Chord - The Red Death - The Red Shore - Salt the Wound - See You Next Tuesday - Shot Down Sun - Skinless - Suicide Silence - Through the Eyes of the Dead - Thy Art Is Murder - The Tony Danza Tapdance Extravaganza - Upon a Burning Body - Veil of Maya - Venom Prison - We Are the End - We Butter the Bread with Butter - Whitechapel - Winds of Plague |